# Alejandro Delorte
Alejandro Darío Delorte (Cabildo, Bahía Blanca, Buenos Aires; 2 de junio de 1978) es un futbolista argentino. Juega en la posición de delantero y su equipo actual es Club Atlético Pacífico de Cabildo, de la Liga del Sur.

## Trayectoria
Jugó al básquetbol en Estudiantes de Bahía Blanca entre los 13 y los 17 años. Abandonó ese deporte para comenzar a practicar fútbol en las divisiones inferiores de Olimpo, pero al poco tiempo se alejó del club, desmotivado por sus entrenadores.
Instalado junto a su familia en la localidad de Sierra de la Ventana, comenzó a jugar con el equipo mayor de Automoto Club Deportivo en la Liga Regional de Fútbol Las Sierras, pasando luego a Unión, otro equipo de la misma liga amteur competitiva. Destacado como goleador, consiguió retornar a Olimpo, pero esta vez para jugar con el equipo de reserva y esperar su oportunidad de debutar profesionalmente, lo cual lo logró en el año 2000 mientras los bahienses disputaban el Nacional B.
Una temporada más tarde logró el ascenso a la máxima categoría de la mano de Gustavo Alfaro.
En el Aurinegro, gracias a sus muy buenas actuaciones, se quedó hasta 2005, cuando Gimnasia y Esgrima La Plata se lo llevó a préstamo en agosto a pedido de Pedro Troglio. 
Hubo una buena actuación colectiva en el Lobo, logrando un subcampeonato, pero en lo personal solo convirtió 4 goles en 18 encuentros.
Seis meses después volvió a Olimpo, de la mano de Omar Labruna, para jugar el Torneo Clausura 2006. Su equipo descendió de categoría a mitad de año y él dejó la institución. 
En sus dos etapas en el club, jugó más de 125 partidos y se consagró como el máximo goleador de la historia del club en Primera División, con 30 anotaciones.
A mediados de 2006, firmó con Peñarol de Uruguay, que contaba con Gregorio Pérez como entrenador, a quien conoció en Olimpo, pero solo 15 partidos y 5 goles hicieron que a fin de año dejara el país charrúa y viajara a Italia. 
Allí firmó con el Brescia, pero la suerte no estuvo de su lado, ya que no jugó lo que esperaba.
En 2007 regresó a la Argentina y acordó su incorporación a Argentinos Juniors, donde fue dirigido por Ricardo Caruso Lombardi y Néstor Gorosito y tuvo destacadas actuaciones, sumando 32 encuentros y 8 goles en su haber. 
En el último partido del torneo, Delorte marcó los dos goles que le dieron la victoria a Argentinos Juniors frente a Rosario Central, lo cual hizo que el equipo de La Paternal clasificara a la Copa Sudamericana. 
En junio de 2008, Delorte acordó su incorporación al Aris Salónica de Grecia y tras un paso poco productivo donde solo disputó cinco partidos, fue contratado por el Deportivo Táchira de Venezuela, equipo con el cual participó en la Copa Libertadores 2009.
Luego de un paso sin pena ni gloria por el Deportivo Táchira, en junio de 2009 acordó su reincorporación con Olimpo, el club que lo vio nacer, a pesar de que tenía una muy buena oferta de Independiente Rivadavia, ya que era pretendido por el D.T. Fernando Quiroz. 
Delorte volvería a jugar para Olimpo en la Primera B Nacional en 2009, luego de tres años de ausencia del club.
En la primera mitad del campeonato, Delorte disputó los 19 partidos y convirtió 6 tantos, sin embargo, se destacó en la mayoría de los encuentros debido a su capacidad para asistir a sus compañeros, especialmente con Martín Rolle. 
A mediados de 2011 llegó a un acuerdo con Oriente Petrolero de Bolivia, donde jugó 6 meses, convirtiendo 8 goles, 2 por copa AeroSur y 6 por el Campeonato Boliviano.
Luego de que en Bolivia en 2012 le rescindieran el contrato, firmó contrato por 6 meses en Gimnasia y Esgrima de Jujuy, donde marcó solo 4 goles.
En agosto de 2012, a los 34 años de edad, ficha por Gimnasia y Esgrima de Mendoza para disputar el Argentino B. Marcó su primer gol con la camiseta blanquinegra el 7 de octubre de 2012 ante Alianza Coronel Moldes, marcando el 2 a 1 a favor de Gimnasia, en lo que sería un 2 a 2 final.
Tras su aceptable labor en Gimnasia y Esgrima de Mendoza, a mediados del año 2013, es fichado por Estudiantes de Buenos Aires.
En 2014, retornó a la provincia de Mendoza, pero esta vez para jugar en el Deportivo Maipú. Su primer gol en dicha institución lo hizo el 15 de octubre, por la fecha 10 del Torneo Federal A, ante Unión de Villa Krause, colaborando en la victoria por 4 a 2 que obtuvo su equipo en tierras sanjuaninas, donde el jugador marcó el 3 a 2 parcial.

## Clubes
| Club                       | País      | Año           | PJ  | G  | Prom. |
| -------------------------- | --------- | ------------- | --- | -- | ----- |
| Olimpo                     | Argentina | 2000-2005     | 122 | 72 | 0,59  |
| Gimnasia y Esgrima (LP)    | Argentina | 2005          | 18  | 4  | 0,22  |
| Olimpo                     | Argentina | 2006          | 17  | 12 | 0,70  |
| Peñarol                    | Uruguay   | 2006-2007     | 15  | 5  | 0.33  |
| Brescia Calcio             | Italia    | 2007          | 0   | 0  | 0     |
| Argentinos Juniors         | Argentina | 2007-2008     | 32  | 8  | 0,25  |
| Aris Salónica FC           | Grecia    | 2008          | 14  | 2  | 0,14  |
| Deportivo Táchira          | Venezuela | 2009          | 7   | 1  | 0,14  |
| Olimpo                     | Argentina | 2009-2011     | 49  | 15 | 0,31  |
| Oriente Petrolero          | Bolivia   | 2011          | 17  | 8  | 0,47  |
| Gimnasia y Esgrima (J)     | Argentina | 2012          | 18  | 4  | 0,22  |
| Gimnasia y Esgrima (M)     | Argentina | 2012-2013     | 37  | 18 | 0,49  |
| Estudiantes (BA)           | Argentina | 2013-2014     | 18  | 5  | 0,28  |
| Deportivo Maipú            | Argentina | 2014          | 11  | 1  | 0,1   |
| San Martín de Burzaco      | Argentina | 2015          | 14  | 4  | 0,29  |
| Pacífico de Cabildo        | Argentina | 2016          | 12  | 7  | 0,78  |
| Bella Vista (Bahía Blanca) | Argentina | 2017-2018     | 40  | 12 | 0,3   |
| Pacífico de Cabildo        | Argentina | 2019          | 10  | 4  | 0,40  |
| Atlético Macachin          | Argentina | 2019          | 8   | 3  | 0,37  |
| Sporting de Punta Alta     | Argentina | 2020          |     |    |       |
| Pacífico de Cabildo        | Argentina | 2021-presente |     |    |       |

## Palmarés

### Campeonatos nacionales
| Título             | Club   | País      | Año     |
| ------------------ | ------ | --------- | ------- |
| Primera B Nacional | Olimpo | Argentina | 2001-02 |
| Primera B Nacional | Olimpo | Argentina | 2009-10 |